# Benabena jezik
Benabena jezik (bena; ISO 639-3: bef), transnovogvinejski jezik skupine kainantu-goroka, podskupine gahuku-benabena, kojim govori 45 000 (1998 NTM) Benabena Papuanaca u provinciji Eastern Highlands, distrikt Goroka, Papua Nova Gvineja.
Etnički su poznati i pod raznim plemenskim imenima. Ime dolazi od benabena'bo, u kojoj sufiks bo znači ljudi. Piše se na latinici.

## Vanjske poveznice
- Ethnologue (14th)
- Ethnologue (15th)